# DDR-Rundfahrt 1966
Die DDR-Rundfahrt 1966 wurde vom 13. bis 18. Juli ausgetragen. Das Etappenrennen fand in der 16. Austragung auf dem Gebiet der DDR statt und wurde von dem Leipziger Dieter Grabe gewonnen. In der Mannschaftswertung gewann das Team des SC DHfK Leipzig II. Grabe gewann somit die Einzel- und die Mannschaftswertung sowie alle Wertungstrikots.

## Teilnehmer
An den Start der Rundfahrt gingen 70 Radrennfahrer, die die Rundfahrt in 14 Mannschaften mit jeweils fünf Fahrern bestritten. Dazu gehörten fünf DDR-Sportclubs (teilweise mit zwei Teams), die Auswahlmannschaft der SV Lokomotive, eine BSG-Mannschaft sowie drei ausländische Auswahlmannschaften. In diesem Jahr startete kein Team der DDR-Nationalmannschaft. Im Einzelnen bestand das Feld aus folgenden Mannschaften:
- Belgien (WAC Hoboken stellte das gesamte Team)
- Bulgarien
- Dänemark
- SC DHfK Leipzig I
- SC DHfK Leipzig II
- SC Dynamo Berlin I
- SC Dynamo Berlin II
- ASK Vorwärts Leipzig I
- ASK Vorwärts Leipzig II
- SC Karl-Marx-Stadt I
- SC Karl-Marx-Stadt II
- SC Turbine Erfurt
- SV Lokomotive
- BSG Post Berlin[1]

## Strecke
Der 954 Kilometer lange Kurs begann mit einem Einzelzeitfahren in Rostock, führte über Greifswald, Schwedt/Oder, Eisenhüttenstadt und Bitterfeld auf überwiegend flachem Terrain zum Ziel. Zum Ende führte die Strecke durch den Harz nach Bernburg. Die Rundfahrt führte über sechs Etappen und war deutlich kürzer als in den Jahren zuvor. Auf der letzten Etappe gab es eine Zeitgutschrift von 60 bzw. 30 Sekunden für die Erstplatzierten der Bergwertung bei Wippra. Die Zeitbonifikationen gab es auch auf jeder Etappe für den Sieger und den Zweiten.

## Wertungen
Neben der Gesamteinzelwertung (das Gelbe Trikot) wurde eine Gesamtmannschaftswertung (die drei bestplatzierten Fahrer einer Mannschaft wurden gewertet) ausgefahren. Der beste Nachwuchsfahrer erhielt das Weiße Trikot, der aktivste Fahrer (Prämienwertung) bekam das Violette Trikot.

## Rennverlauf
Beim Einzelzeitfahren zum Auftakt profitierten die Starter mit den hinteren Startpositionen, da sich der anfangs starke Wind gelegt hatte. Lothar Höhne vom Team ASK I gewann mit knappen Vorsprung vor Klaus Ampler. Auch die 2. Etappe ging nach einem Massenspurt von 58 Fahrern an Höhne. Die Etappe war durch schwere Unwetter geprägt, die zu einem Massensturz von 30 Fahrern führten, in dessen Folge die Mitfavoriten Rainer Marks und Rüdiger Tanneberger das Rennen aufgeben mussten. Die nächste Etappe war ein typisches Windkantenrennen, das schnell für eine Zersplitterung des Feldes sorgte. Günter Hoffmann gewann den Sprint der Spitzengruppe vor Ampler, der sich dank der Zeitgutschrift das gelbe Trikot sicherte. Das Ziel in Eisenhüttenstadt erreichte eine kleine Gruppe mit einem geringen Vorsprung, aus der heraus Dieter Mickein die besten Steuerkünste auf der Aschenbahn des Sportstadions aufwies. Die nächste Etappe war mit 206 Kilometern die längste Distanz der Rundfahrt und führte zu zahlreichen Ausfällen. Der spätere Gesamtsieger Grabe stürzte, kämpfte sich wieder an die Spitze heran und initiierte sofort eine neue Spitzengruppe, aus der heraus Lothar Borschel den Zielsprint (wiederum auf einer Aschenbahn) gewann. Die letzte Etappe war von einem langen Ausreißversuch des Belgiers Declerq und des Dänen Bjerg geprägt. Erst wenige Kilometer vor dem Ziel wurden sie eingeholt. Grabe sicherte mit dem zweiten Platz hinter Eberhard Butzke seinen Gesamtsieg ab. Der Sieger fuhr das Rennen mit einer Durchschnittsgeschwindigkeit von 38,417 km/h.

## Etappenübersicht
| Etappe | Start – Ziel                    | Länge (km) | Sieger          | Mannschaft             | Zeit (h) |
| ------ | ------------------------------- | ---------- | --------------- | ---------------------- | -------- |
| 1      | Rostock – Rostock               | 40         | Lothar Höhne    | ASK Vorwärts Leipzig I | 56:05    |
| 2      | Rostock – Greifswald            | 196        | Lothar Höhne    | ASK Vorwärts I Leipzig | 4:32:50  |
| 3      | Greifswald – Schwedt/Oder       | 159        | Günter Hoffmann | ASK Vorwärts I Leipzig | 4:04:17  |
| 4      | Schwedt/Oder – Eisenhüttenstadt | 174        | Dieter Mickein  | SC DHfK Leipzig I      | 4:24:45  |
| 5      | Eisenhüttenstadt – Bitterfeld   | 206        | Lothar Borschel | SC DHfK Leipzig II     | 5:01:54  |
| 6      | Bitterfeld – Bernburg           | 179        | Eberhard Butzke | SC Dynamo Berlin I     | 4:35:28  |

## Endergebnisse
|     | Fahrer                | Mannschaft             | Zeit (h)       |
| --- | --------------------- | ---------------------- | -------------- |
| 01. | Dieter Grabe          | SC DHfK Leipzig II     | 23:47:22       |
| 02. | Dieter Voigtländer    | SC Karl-Marx-Stadt I   | + 3:06 Minuten |
| 03. | Lothar Lingner        | ASK Vorwärts Leipzig I | + 4:11 Minuten |
| 04. | Lothar Borschel       | SC DHfK Leipzig II     | + 5:05 Minuten |
| 05. | Karl-Heinz Kazmierzak | ASK Vorwärts Leipzig I | + 5:24 Minuten |
| 06. | Klaus Ampler          | SC DHfK Leipzig I      | + 5:34 Minuten |
| 07. | Manfred Kummich       | SV Lokomotive          | + 5:47 Minuten |
| 08. | Lothar Höhne          | ASK Vorwärts Leipzig I | + 6:05 Minuten |
| 09. | Günter Hoffmann       | ASK Vorwärts Leipzig I | + 6:57 Minuten |
| 10. | Axel Peschel          | SC Dynamo Berlin I     | + 7:01 Minuten |
| 0 … |                       |                        |                |

|     | Mannschaft             | Zeit           |
| --- | ---------------------- | -------------- |
| 01. | SC DHfK Leipzig II     | 71:38:43 h     |
| 02. | ASK Vorwärts Leipzig I | + 2:02 Minuten |
| 03. | SC Karl-Marx-Stadt I   | + 7:49 Minuten |